# Menecina
Menecina é um gênero de traça pertencente à família Arctiidae.